# 小宮悦造
小宮 悦造（こみや えつぞう、1886年（明治9年）12月1日 - 1973年（昭和48年）1月21日）は、日本の内科学者である。

## 経歴・人物
山梨県大月市に生まれ、東京帝国大学医学部（現在の東京大学大学院医学系研究科・医学部）に入学する。1914年（大正3年）に卒業後は入沢達吉が院長を務めた東京帝大附属の内科に医師として活動し、副手を経て助手として勤務した。1922年（大正11年）に医学博士を取得し、1924年（大正13年）には熊本医科大学（現在の熊本大学医学部）の教授となる。その後は同大学で教鞭を執る傍ら翌1925年（大正14年）には留学のため離日し、欧米の津々浦々で血球の神経性調節に関する研究に携わった。
翌年に帰国するが、1937年（昭和12年）にヨーロッパに出張のため再度離日する。再帰国後の1943年（昭和18年）には熊本医科大学の学長を1947年（昭和22年）の定年退官を務め、退官後は国立熊本病院（現在の国立病院機構熊本医療センター）の院長を歴任した。1949年（昭和24年）には東京医科大学で教鞭を執り、1955年（昭和30年）には国際ヨーロッパ血液学会からの要請により同会主催の会議に出席する。晩年は出身地の大月市の名誉市民に認定された。

## 著書
- 『臨床血液学』- 後に改訂版を発行[2]。
- 『血液の神経性調節』
- 『貧血の臨床』
- 『各種貧血とその治療』